# NGC 2298
NGC 2298 is een open sterrenhoop in het sterrenbeeld Achtersteven. Het hemelobject ligt 30.000 lichtjaar van de Aarde verwijderd en werd op 8 mei 1826 ontdekt door de Schotse astronoom James Dunlop. De ouderdom wordt geschat op (12,9 ± 1,4) ∙ 109 jaar.

## Synoniemen
- C 0647-359
- GCl 11
- ESO 366-SC22
- Dun 578
- GC 1463
- h 3065